# Angelo Kern
Angelo Kern ist ein US-amerikanischer Schauspieler und ein Model.

## Leben
Kern debütierte 2019 in der Fernsehserie The Maurice Family Thanksgiving als Fernsehschauspieler. Im Folgejahr wirkte er als Episodendarsteller in einer Episode der Fernsehserie Holzer Files – Chroniken eines Geisterjägers und im Kurzfilm Alien Child mit. 2021 folgte in We’re the Marvels sein Spielfilmdebüt. In den nächsten Jahren erhielt er Episodenrollen in den Fernsehserien Recruiters – Mission First, Chicago Fire, The Maurice Show, Dhar Mann, The Real Murders of Atlanta, Justice for the People with Judge Milian und The Secret That Binds Us. 2024 stellte er im Katastrophenfilm PlanetQuake die Rolle des Corporal Richards dar. Im selben Jahr übernahm er im Horrorfilm Welcome Week: A College Horror Anthology mit der Rolle des Vince eine der Hauptrollen des Films. Der Film wurde unter anderen am 28. April 2024 auf dem US-amerikanischen Salem Horror Fest gezeigt. Daneben stellte er eine Episodenrolle in der Fernsehserie Chicago Med dar, wirkte in der Kurzfilmproduktion Meet-cutes & Breakups mit und übernahm größere Rollen in den Spielfilmen Get Over Yourself und Bull Shark 3.

## Filmografie (Auswahl)
- 2019: The Maurice Family Thanksgiving (Fernsehserie)
- 2020: Holzer Files – Chroniken eines Geisterjägers (The Holzer Files, Fernsehserie, Episode 2x06)
- 2020: Alien Child (Kurzfilm)
- 2021: We’re the Marvels
- 2021: Skinwalker (Kurzfilm)
- 2021: How to Succeed at Your Passion (Kurzfilm)
- 2021: Recruiters – Mission First (Fernsehserie, Episode 2x03)
- 2021: Chicago Fire (Fernsehserie, Episode 10x02)
- 2021: Totally Studios (Fernsehserie, 3 Episoden, verschiedene Rollen)
- 2022: Side Effects (Kurzfilm)
- 2022: The Maurice Show (Fernsehserie, Episode 2x03)
- 2022: Catfish Christmas
- 2022: Dhar Mann (Fernsehserie, 1 Episode)
- 2023: The Real Murders of Atlanta (Fernsehserie, Episode 2x04)
- 2023: Justice for the People with Judge Milian (Fernsehserie, Episode 1x01)
- 2023: The Secret That Binds Us (Fernsehserie, Episode 1x01)
- 2024: PlanetQuake (Planetquake)
- 2024: Chicago Med (Fernsehserie, Episode 9x07)
- 2024: Welcome Week: A College Horror Anthology
- 2024: Meet-cutes & Breakups (Kurzfilm)
- 2024: Get Over Yourself
- 2024: Bull Shark 3